# Нежа Маурер
Нежа Маурер (на словенски: Neza Maurer) е словенска журналистка, редакторка, преводачка, поетеса и писателка на произведения бестселъри в жанр лирика, драма и детска литература.

## Биография и творчество
Нежа Маурер е родена на 22 декември 1930 г. в село Подвин при Ползели, Кралство Югославия (сега в Словения). Завършва начално училище в родното си село като в периода 1937 – 1941 г. посещава словенско училище, а по време на Втората световна война в периода 1941 – 1944 г. немско начално училище. След войната учи в гимназиите в Целе и Жалец. Завършва педагогика в учителския колеж в Любляна. Работи като учител в Чърни връх над Идрия и в Илирска Бистрица. Едновременно следва педагогика в Педагогическата академия в Любляна, а след това следва славянска филология във Факултета по изкуствата на Университета в Любляна, който завършва през 1960 г.
След дипломирането си работи като гимназиален учител, журналист и координатор на програми за младежки програми в телевизията на Любляна, и като сътрудник и редактор в множество списания – „Kmečki glas“, „Otrok in družina“ и „Rodne grude“, и др. През последните години от дейността си е независим консултант по култура в Информационния комитет на Словения. След пенсионирането си работи като писател на свободна практика.
Авторка на много поетични книги, сборници с фантастика, книги за деца. Превежда от немски и славянски езици.
Носителка е на много награди. Стиховете ѝ са превеждани на редица езици – руски, английски, български, румънски, немски, италиански, японски, испански и шведски.
Член на Съюза на журналистите (1962), Съюза на словенските писатели (1973), Движението за мир (1983) и ПЕН клуба (1991).
През 2010 г. е удостоена със Златния медал за поезия (награда „Вероника“) за цялостното си творчество.
Нежа Маурер живее в Преддвор.

### Награди (избрано)
- 1989 – награда „Прешерен“ за цялостно творчество
- 1991 – награда „Грохар“, Асоциация на писателите на Шкофя Лока
- 1999 – Почетен гражданин на община Ползела, Ползела
- 2008 – Словенска жена на годината
- 2010 – Златен медал за поезия за житейски постижения

## Произведения

### За възрастни

#### Поезия
- Skorja dlani in skorja kruha (1969)
- Ogenj do zadnjega diha (1973)
- Čas, ko je vse prav (1978)
- U službi života (1978)
- Tej poti se reče želja (1984)
- Drevo spoznanja (1987)
- Kadar ljubimo (1990)
- Litanije za mir (1991)
- Od mene k tebi (1993)
- Leva stran neba (1994)
- Wenn wir lieben (1995)
- The veiled landscape (1995)
- Metulj na snegu (1997)
- Igra za življenje (1999)
- Zbrana dela I.del (2000)
- Zbrana dela II. del (2003)
- Zmenek (2004)
- Raj (2007)
- Od mene k tebi (2007)
- Na tvojo kožo pišem svoje verze (2008)
- Piramide upanja (2010)
- Sama sva na svetu – ti in jaz (2010)

#### Проза
- Zveza mora ostati (1967)
- Dom za telohov cvet (1999)
- Velika knjiga pravljic (1999)

### За деца и юноши

#### Поезия
- Sončne statve (1970)
- Kam pa teče voda (1972)
- Kako spi veverica (1975)
- Kostanjev škratek (1980)
- Beli muc (1981)
- Kadar Vanči riše (1985)
- Televizijski otroci (1986)
- Uh, kakšne laži (1987)
- Iskal sem kukavico (1989)
- Bratec Kratekčas (1989)
- Oče Javor (1990)
- Muca frizerka (1995)
- Kdo (1997)
- Od srede do petka (1997)
- Sloni v spačku (1997)
- Kostanjev škratek (1997)
- Velik sončen dan (2000)
- Kdo se oglaša (2003)
- Zajčkova telovadba (2004)
- Pišem, berem A,B,C (2005)

#### Проза
- Čukec (1978)
- Koruzni punčki (1993)
- Zvesti jazbec (1999)
- Dica Prstančica (2001)
- Ti si moje srce (2008)

Преводи
- 1981 – Зоран В. Попович, „Грешни приказки“
- 1982 – Валерия Скриняр, „Където пътува пътят“
- 1986 – Драгиша Пенжин, „Канарският канал в шапка“
- 1988 – Валерия Скриняр, „Долината на Черната река“
- 1990 – Шимо Ешич, „Как да разсмеем мама“
- 1999 – Валерия Скриняр, „Добринчек и ние“